# Dysstroma marmorata
Dysstroma marmorata là một loài bướm đêm trong họ Geometridae.